# Душкевич Євгенія Борисівна
Євге́нія Бори́сівна Душке́вич (нар. 4 травня 1979, Сімферополь) — українська волейболістка, центральна блокуюча. Майстер спорту України міжнародного класу.

## Життєпис
Народилася 4 травня 1979 року в Сімферополі.
Зріст — 187 см, універсал, була капітаном одеської «Джинестри». Виступала в Луганську й Енергодарі, у команді з 1998 року, чемпіонка України 2001, 2002, 2003, 2004 р.р., віце-чемпіонка 2000 р., бронзовий призер-1999, призер європейського Кубка Топ-команд 2001 р., володар Кубка України 2001, 2002, 2003 років. Гравець збірної України.
У 2004 році перейшла грати за «Скаволіні» (Італія).
Навчалася у Харківській державній академії фізичної культури. У команді «Джинестра» найбільше товаришувала зі Світланою Облонською.

## Клуби
| Роки      | Команди                                |
| --------- | -------------------------------------- |
| 1998—2004 | «Джинестра» (Одеса)                    |
| 2004—2006 | «Скаволіні» (Пезаро)                   |
| 2006—2008 | «Сантерамо Спорт» (Сантерамо-ін-Колле) |
| 2008—2010 | «Деспар» (Перуджа)                     |
| 2010—2011 | «Еджзаджибаши» (Стамбул)               |